# Les Parasites (film, 1999)
Pour les articles homonymes, voir Les Parasites.
Pour plus de détails, voir Fiche technique et Distribution.
Les Parasites est un film franco-italien réalisé par Philippe de Chauveron en 1999.

## Synopsis
C'est décidé, le soir du réveillon organisé par Brigitte, Oulage la séduira et l'embrassera enfin. Il a tout prévu, c'est le moment où jamais, car Brigitte a organisé une soirée costumée dans la maison de ses parents. Il a tout prévu... sauf la présence à la fête d'une bande de parasites particulièrement tenaces : une ex-petite amie alsacienne qui s'accroche, un brigadier de police maniacodépressif, un drogué en manque, une ravissante cubaine en quête de papiers et bien d'autres encore qui vont tout faire pour empêcher son entreprise de séduction.

## Fiche technique
- Titre : Les Parasites
- Réalisation : Philippe de Chauveron
- Scénario : Oulage Abour, Philippe de Chauveron
- Production : Yannick Bernard
- Société de production : Canal+, Eskwad, M6 Films, Odessa Films, Urania Film
- Société de distribution : UGC Fox Distribution (France)
- Musique :
- Photographie : Wilfrid Sempé
- Montage : Kako Kelber  (sous le nom Haho Helber)
- Pays d'origine :  Italie /  France
- Format : couleurs -
- Genre : comédie
- Durée : 90 minutes
- Dates de sortie : 20 janvier 1999

## Distribution
- Lionel Abelanski : Mathias, dit Psycho
- Oulage Abour : Oulage
- Sabine Bail : Patricia Wurtz
- Pascal Elbé : Benoît
- Roland Marchisio : l'acteur pas comédien, Bruno Giscard
- Frédéric Saurel : Théo
- Élie Semoun : Le brigadier Marc Schmitt
- Leonor Varela : Fidelia
- Estelle Skornik  : Brigitte
- Atmen Kelif  : Jean-Luc
- Sabrina Van Tassel : Coralie
- Jean-François Gallotte : Brigadier Gilbert
- Ariane Pirie : Mme Drey
- Jean-Luc Porraz : M. Victor Drey
- André Penvern : Albert Wurtz
- Marie-Christine Adam : Martine Wurtz
- Andrée Damant : Lucette, la mère d'Oulage
- Elisa Prévand : Viviane
- Magali Leiris : Micheline
- Vanessa Delucca et Mareva Delucca : les jumelles Drey
- Noam Morgensztern : Xavier
- Didier Agostini : Patrick
- Alexandre Pesle : le bouffon
- Jérôme Duranteau : le travesti
- Jacky Nercessian : le serveur karaoké
- Franck Dubosc  : un automobiliste à la fin du film
- Isabelle Tanakil : une cliente du magasin de vidéos
- Sockna Sy : la brésilienne